# Orešany
Orešany jsou obec na Slovensku v okrese Topoľčany v Nitranském kraji. Žije zde 325 obyvatel.

## Historie
První písemná zmínka je z roku 1330, kde je uváděna osada Gyos. Další název Dios je z roku 1406, Oressany z roku 1733, maďarsky Tótdios, Dijos. Osada byla majetkem Ivanků z rodu Hunt-Poznanů. Dalšími majiteli byla rodina Diosyů, v první polovině 16. století Solymosiové, po nich Fuggerové. V 17. století vlastnili majetky Erdödzové a v období 1777–1945 Pálffyové. V roce 1598 obec vypálili Turci. V roce 1715 byly v obci vinice a 18 domácností. V roce 1787 žilo v 48 domech 248 obyvatel a v roce 1828 žilo 280 obyvatel v 40 domech. Hlavní obživou bylo zemědělství.
Až do roku 1918 patřila obec k Nitranské župě v Uherském království a poté se stala součástí Československa, následně Slovenska. Orešany byly zemědělskou obcí i za první republiky. V letech 1976–1990 byly Orešany součástí obce Radošina.

## Přírodní poměry
Obec leží v severovýchodní části západního Slovenska v jihozápadní části Topolčanského okresu v západní části Nitranské pahorkatiny na úpatí Považského Inovce v horním toku Cerového potoka, který je pravostranným přítokem Radošinky. Obec leží v nadmořské výšce v rozmezí 183–327 m, střed obce je ve výšce 242 m n. m. Odlesněné území je tvořeno horninami mezozoika a neogenními sedimentárními horninami, které jsou zčásti pokryté spraší. Půdní typy zastupují hnědozem a rendzina.
Jsou dvanáct kilometrů vzdálené od Piešťan a asi 26 km od Topolčan.
Celková rozloha území obce je 6,71704 km², z toho v roce 2020 připadalo 92 % na zemědělskou půdu. Celkové využití půdy (2020): 88 % orná půda, 2 % vinice, 2 % zahrady. V roce 2023 připadalo 618 ha na zemědělskou půdu, z toho 593 ha byla orná půda, 12,62 ha vinice, 12,22 ha zahrady. Zastavěná plocha a nádvoří zaujímaly 34,24 ha a vodní plocha 3,95 ha.
Obec sousedí:
|                 | Šalgovce  | Radošina      |
| Svrbice         |           | Veľké Ripňany |
| Horné Otrokovce | Tekolďany |               |

## Pamětihodnosti
Římskokatolický filiální kostel Povýšení svatého Kříže. Původně románský kostel byl postaven v první třetině 13. století jako jednolodní stavba se západní emporou a půlkruhovou apsidou. V období baroka byla k apsidě na severní straně přistavěna sakristie a na západním průčelí byl prolomen vchod. V letech 1935–1936 byl kostel rozšířen o kolmo přistavěnou loď, takže získal novou orientaci přibližně ve směru sever–jih. Loď byla uzavřena polygonálním závěrem (kněžištěm). Na jižní straně byla přistavěna věž. V interiéru je zachovaná empora, která stojí na dvou čtyřhranných pilířích. V jednom z nich je zazděna původní kropenka. Z románské apsidy se stala boční kaple, která je zaklenutá konchou a do lodi otevřena vítězným obloukem. Kostel je kulturní památkou Slovenska.
Kostel Povýšení svatého Kříže náleží pod řeckokatolickou farnost Horné Otrokovce děkanát Hlohovec arcidiecéze trnavská.